# Athens Circuit
Der Athens Circuit (früher Aftokinitodromio Megaron, griechisch Αυτοκινητοδρομίο Μεγαρών) ist eine permanente Motorsport-Rennstrecke in der Stadt Megara in Griechenland. Die Sportanlage liegt rund 33 km westlich der Innenstadt Athens entfernt.

## Geschichte
Der Bau der Rennstrecke begann im Jahre 1994 und wurde 1998 fertiggestellt. Die 200 Hektar große Anlage war der zweite permanente Motorsportrundkurs in Griechenland nach dem 1989 gebauten Aeginio Circuit. Der Kurs hat eine Länge von 2.100 Metern, verfügt über sechs Rechts- und vier Linkskurven und eine durchschnittliche Breite von 11 bis 12 Metern. Die längste Gerade misst 580 Meter. Die Strecke wird hauptsächlich für Motorradrennen genutzt. 2001 fand ein Lauf der FIM Supermoto World Championship auf der Rennstrecke statt. Auf einer separaten Kartbahn, finden auch Kartrennen statt.